# بانک انگلستان

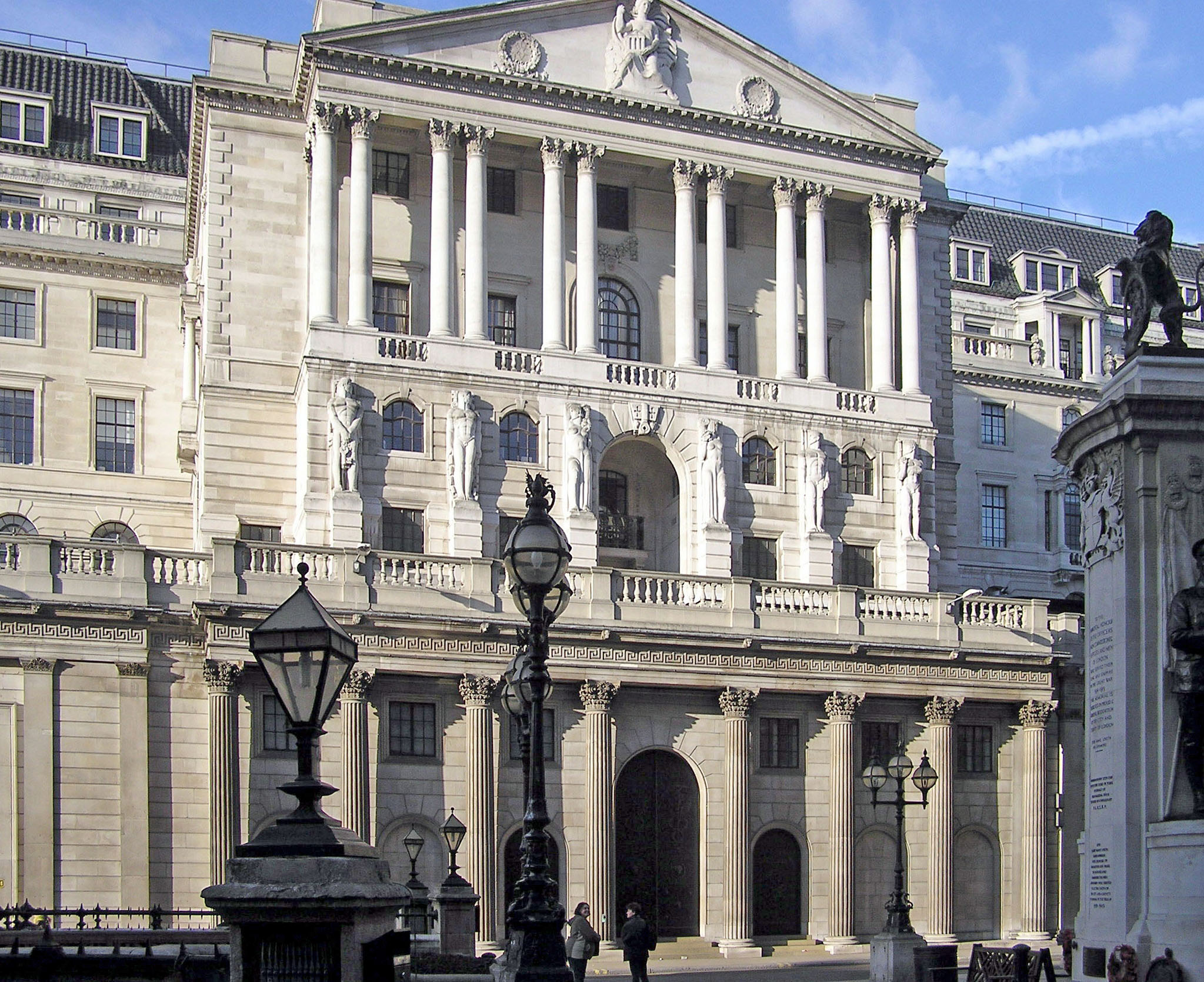
تصویری از نمای بیرونی ساختمان مرکزی بانک انگلستان در لندن.

بانک انگلستان (به انگلیسی: Bank of England) نام بانک مرکزی بریتانیا در کشور پادشاهی متحده است که به عنوان الگویی برای بانک‌های مرکزی امروزی محسوب می‌شود. این بانک در سال ۱۶۹۴ تأسیس شد و دومین بانک مرکزی قدیمی جهان پس از بانک مرکزی سوئد و هشتمین بانک قدیمی جهان است. این بانک به عنوان بانک دولتی پادشاهی انگلستان تأسیس شد ولی به عنوان بانک دولت پادشاهی متحد فعالیت نمود. این بانک از ابتدای تأسیس تا ملی شدن در سال ۱۹۴۶ به صورت خصوصی و توسط سهامداران اداره می‌شده‌است.